# Fernando Álvarez de Toledo Portugal
Fernando Álvarez de Toledo Portugal El Santo (1596-21 de marzo de 1621) fue el V conde de Oropesa en 1619, por cesión de su abuelo,  I marqués de Jarandilla, título creado por el rey Felipe III de España, el 8 de marzo de 1599, II marqués de Frechilla y Villarramiel y IV conde de Deleytosa.
Fernando era hijo de Eduardo de Braganza, primer marqués de Frechilla y Villarramiel y de Beatriz Álvarez de Toledo y Pimentel (hija del IV conde de Oropesa).
No se sabe dónde se encuentran sus restos mortales.

## Matrimonio y descendencia
Fernando casó con Mencía Pimentel de Zúñiga, hija de Juan Alonso Pimentel de Herrera, VIII conde y V duque de Benavente y de su segunda mujer Mencia Zúñiga Requesens que fue segunda esposa y viuda del III marqués de los Velez. Tuvieron tres hijos:
- Juan Álvarez de Toledo Portugal; que falleció en junio del 1621, sobreviviendo a su padre sólo tres meses.
- María Engracia Álvarez de Toledo, que casó con Pedro Fajardo de Zúñiga y Requeséns.[2]
- Duarte Fernando Álvarez de Toledo Portugal, quien heredó los títulos de su hermano.